# 新麻柳站

新麻柳站是襄渝铁路上行线上的一座铁路车站，位于陕西省安康市紫阳县麻柳镇境内。该站是襄渝铁路复线化时增建的越行站，位于原单线铁路(增建二线后为下行线)麻柳站西北（两站间无连接线路）。车站隶属于西安铁路局安康车务段，仅作上行列车越行用，不办理客货运业务。

## 车站设施
车站站场呈西南—东北走向，设有股道2条（其中正线1股，侧线1股），未配备货运设施。车站两端咽喉及大部分站场均位于隧道中，仅站场中部露天，位于隧道间大桥上，站房设于桥旁山麓。